# Millstreet
Millstreet (irisch Sráid an Mhuilinn) ist eine Landstadt im Westen des County Cork, im Südwesten der Republik Irland. Die Einwohnerzahl wurde beim Census 2022 mit 1722 Personen ermittelt.

## Stadtgeschichte
Glantane East ist ein Komplex vorzeitlicher Denkmäler bei Boherboy, in der Nähe des Ortes.
Millstreet wurde im 18. Jahrhundert erbaut, und zwar um eine alte Mühle herum, woher die Stadt auch ihren Namen erhielt. Der Ort wurde das Zentrum des kirchlichen Lebens in einem größeren Umkreis. Zentrales Gebäude der Stadt ist die katholische Kirche, die St. Patrick gewidmet ist. Die Stadt wuchs weiter und die Landwirtschaft gewann mehr und mehr an Bedeutung; besonders Vieh zur Lederherstellung wurde in ganz Irland verkauft. Des Weiteren wurden Fabriken zur Herstellung von Backsteinen, Webereien und Brauereien errichtet. Die Webereien bestanden bis um 1890, die anderen Wirtschaftszweige spielen heute noch eine große Rolle in der Stadt.
1810 wurde in Millstreet eine große Kaserne errichtet, später auch ein Gerichtsgebäude, in dem heute aber nicht mehr verhandelt wird. Am 16. April 1853 wurde die Stadt ans Schienennetz angeschlossen; seit 1976 ist der Bahnhof Millstreets aber für den Güterverkehr nicht mehr zugelassen. Millstreet ist auch eine Station des europäischen Fernwanderwegs E8.

## Medienpräsenz
1993 zog die Stadt nationale und internationale Aufmerksamkeit auf sich, als der Eurovision Song Contest in der Green Glens Arena in Millstreet ausgetragen wurde. Es ist bis heute die kleinste Stadt, die je den Wettbewerb ausrichtete. Die Medienpräsenz führte zu einem deutlichen Aufschwung im touristischen Bereich, der über mehrere Jahre anhielt.
Auch größere sportliche Veranstaltungen finden regelmäßig statt: Steve Collins kämpfte zweimal in Millstreet um den Weltmeistertitel im Boxen im Mittelgewicht und von 1992 bis 2000 fanden hier Weltcupspringen im Springreiten statt. Im Juli 2006 war man Gastgeber des 29. Europäischen Jongliertreffens mit über 2000 Teilnehmern. Das 37. Europäische Jongliertreffen fand im Juli 2014 erneut in Millstreet statt.

## Städtepartnerschaften
Seit Oktober 1985 besteht eine Städtepartnerschaft mit Pommerit-le-Vicomte in der Bretagne in Frankreich.

## Persönlichkeiten
- Con Meaney (1890–1970), Politiker
- Thomas Meaney (1931–2022), Politiker
- Timothy Joseph Carroll (* 1940), römisch-katholischer Geistlicher, Apostolischer Vikar